# 立石镇
立石镇，是中华人民共和国四川省泸州市泸县下辖的一个乡镇级行政单位。

## 行政区划
立石镇下辖以下地区：
玉龙社区、下湾村、三溪村、柏杨村、普照村、玉龙村、中咀村、水鸭池村、艾大桥村、渔塘村和天堂村。